# Hull High
Hull High è una serie televisiva statunitense, drammatica di musical per adolescenti trasmessa nel 1990 dalla rete televisiva NBC.
La serie televisiva, non ha avuto successo ed è stata cancellata dopo nove episodi, lasciandolo solo tre dei 13 episodi completati non trasmessi in onda.

## Trama
È la storia sugli studenti e gli insegnanti della Cordell Hull High School, un liceo urbano, alla moda, misto alla razza.

## Produzione
La serie è stata girata alla El Camino Real Charter High School di Woodland Hills, a Los Angeles, in California.

## Episodi
| Stagione | nº | Data              |
| -------- | -- | ----------------- |
| 1        | 1  | 20 agosto 1990    |
| 1        | 2  | 30 settembre 1990 |
| 1        | 3  | 7 ottobre 1990    |
| 1        | 4  | 14 ottobre 1990   |
| 1        | 5  | 23 dicembre 1990  |
| 1        | 6  | 30 dicembre 1990  |
| 1        | 7  | 1990              |
| 1        | 8  | 1990              |
| 1        | 9  | 1990              |